# Méthode MER habitat
La méthode MER habitat (MER signifiant « méthode d'évaluation rapide ») est une méthode de diagnostic immobilier des dégradations, désordres et manques et d’évaluation des coûts de remise en état des bâtiments d’habitation.

## Le principe MER
Le principe de MER, méthode d'évaluation rapide, est, après diagnostic des dégradations, de ramener les coûts des prestations de remise en état d'un bâtiment à une ou plusieurs surfaces de référence. Il est donc nécessaire d'établir d'abord des diagnostics conventionnés des dégradations des différentes parties d'ouvrage, puis de
calculer par l'intermédiaire de données statistiques ou d'une série de prix, leur remise en état et enfin de les additionner pour produire le coût total.

## Autres méthodes de diagnostics
- Méthode MERIP
- Méthode EPIQR